# Bob Orton senior
Robert Orton senior (* 21. Juli 1929 in Kansas City (Kansas); † 16. Juli 2006 in Las Vegas) war ein US-amerikanischer Wrestler. Er war auch bekannt unter dem Namen Bob Orton, Sr. oder einfach als Bob Orton. Orton heiratete am 22. Januar 1950 Rita. Robert Orton war der Vater des WWE Hall of Famers „Cowboy“ Bob Orton, Jr. und des Wrestlers Barry O sowie Großvater des heutigen WWE „Third-Generation Superstars“ Randy Orton. Er hatte außerdem eine Tochter namens Rhonda.
Mit WWE Hall of Famer André the Giant verband ihn eine jahrelange enge Freundschaft.
Im Juli 2000 zog er sich aus dem Wrestling-Geschäft zurück und verbrachte seine letzten Lebensjahre in Las Vegas, Nevada. Hier erlitt Bob Orton Sr. im Juli 2006 zunächst zu Hause einen Herzinfarkt, anschließend im Krankenhaus einen weiteren. Er überlebte eine achtstündige Notoperation, starb dann jedoch zehn Stunden später an den Folgen der Infarkte.

## Karriere
Unter dem Namen „The Big O“ trat er zunächst in der Stampede-Wrestling-Fernsehserie auf.
Orton war 1966 mit seinem Partner Eddie Graham zweifacher NWA Florida World Tag Team Champion. Er konnte zudem einige weitere Titel in verschiedenen NWA-Territorien erringen, darunter den Titel des NWA Southern Heavyweight Champions und gemeinsam mit Bob Orton Jr. die Tag Team-Titel der Promotion Florida Championship Wrestling sowie den Titel des NWA United States Heavyweight Champions der Central States Wrestling-Promotion. Ebenfalls tätig und erfolgreich war er im ehemaligen Profi-Wrestlerverband American Wrestling Association (AWA).

## Erfolge
- National Wrestling Alliance
  - 2× NWA World Tag Team Champion (Florida-Version; mit Eddie Graham)
  - 1× NWA United States Heavyweight Champion (Central States-Version)
  - 6× NWA Florida Southern Heavyweight Champion
  - 3× NWA Florida Tag Team Champion (mit Dennis Hall, Hiro Matsuda und Bob Orton jr.)
  - 2× NWA Central States Champion
  - 1× NWA North American Tag-Team Champion (mit Buddy Austin)
  - 1× NWA Missouri Heavyweight Champion
  - 1× NWA Southwest Champion
- American Wrestling Association
  - 2× AWA Midwest Heavyweight Champion
  - 3× AWA Midwest Tag Team Champion (ein Mal mit Mike DiBiase und zwei Mal mit „Mad Dog“ Maurice Vachon)

| Personendaten    | Personendaten              |
| ---------------- | -------------------------- |
| NAME             | Orton, Bob senior          |
| ALTERNATIVNAMEN  | Orton, Robert senior       |
| KURZBESCHREIBUNG | US-amerikanischer Wrestler |
| GEBURTSDATUM     | 21. Juli 1929              |
| GEBURTSORT       | Kansas City (Kansas)       |
| STERBEDATUM      | 16. Juli 2006              |
| STERBEORT        | Las Vegas                  |